# Telerecording

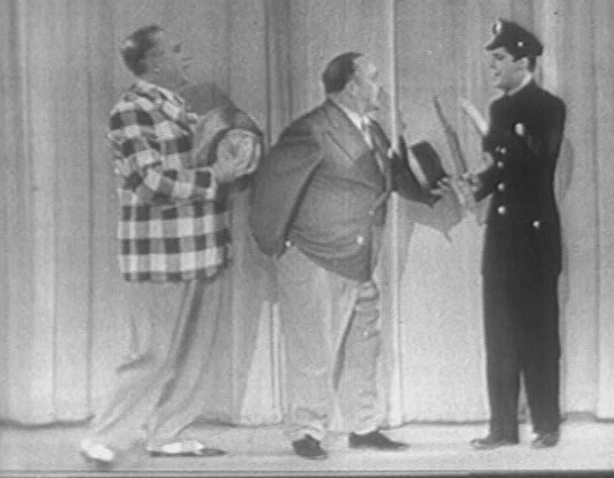
Kadr z programu utrwalonego metodą telerecordingu. Wadą telerecordingu była utrata jakości

Telerecording (znany w USA pod nazwą kinescoping) – metoda zapisu programów telewizyjnych na taśmie filmowej w celu ich zachowania, późniejszego wykorzystania bądź odsprzedaży. Mimo swojej niedoskonałości była to, do czasu wprowadzenia do użytku magnetowidów w roku 1956, jedyna metoda rejestracji programów telewizyjnych.

## Technika
Telerecording polega na sfilmowaniu obrazu wyświetlanego na wysokiej jakości monochromatycznym monitorze telewizyjnym za pomocą zsynchronizowanej z nim kamery filmowej na taśmę o szerokości 16 mm lub 35 mm. Dźwięk zapisywany jest w postaci optycznej ścieżki dźwiękowej na tej samej taśmie co obraz lub na osobnej perforowanej taśmie magnetycznej.

### Migawka o kącie otwarcia 288° w USA
W USA kinescopingi rejestrowane były ze standardową dla taśmy filmowej prędkością 24 kl/s dzięki czemu mogły być odtwarzane na dowolnym projektorze filmowym lub telekinie. Dzięki używaniu migawki o kącie otwarcia równym 288° czas naświetlania pojedynczej klatki wynosił 1/30 s i był identyczny z czasem trwania dwóch półobrazów telewizyjnych w systemie NTSC, co pozwalało uzyskać równomiernie na całej powierzchni naświetlone klatki filmowe. Jako że częstotliwość wyświetlania pól w systemie NTSC wynosiła 60 Hz i nie była całkowitą wielokrotnością częstotliwości klatek na taśmie filmowej, na poszczególnych klatkach utrwalane było jedno całkowite pole obrazu telewizyjnego oraz dolna część pola poprzedniego i górna część pola następnego. W przypadku gdy kamera filmowa nie była precyzyjnie zsynchronizowana z sygnałem telewizyjnym powstawał efekt uboczny w postaci widocznego na obrazie czarnego lub białego paska. W czasach, gdy nie istniały jeszcze półprzewodnikowe pamięci obrazu, nie można było wyeliminować tego zjawiska. Efekt ten nie występował w systemach europejskich gdzie prędkość taśmy filmowej na potrzeby telewizji ustalono na 25 kl/s, a częstotliwość pól w telewizji była dokładnie dwukrotnie wyższa i wynosiła 50 Hz.

### System Moye-Mechau
Od 1936 roku w telewizji BBC używano w telekinach projektory Moye, w których taśma filmowa przesuwała się ruchem jednostajnym a zamiast migawki zainstalowany był system Mechau złożony z synchronicznie obracających się luster. Pozwalało to na wyświetlanie ciągłego obrazu wymaganego przez telewizyjne lampy analizujące typu ikonoskop (emitron). Zamieniając lampę analizującą na monitor telewizyjny przekształcono projektor w kamerę filmową dzięki której w pierwszej połowie lat 50. rejestrowano telerecordingi. Co prawda system Moye-Mechau pozwalał na rejestrację dwóch następujących po sobie pól obrazu telewizyjnego, co teoretycznie powinno dawać nagrania wysokiej jakości, jednakże niestabilna praca systemu obrotowych luster powodowała obniżenie ostrości obrazu.

### System Suppressed Field
Specyfika wyświetlania obrazu telewizyjnego powoduje, że aby zarejestrować na taśmie filmowej obraz pochodzący z dwóch sąsiednich pól byłaby potrzebna migawka o kącie otwarcia wynoszącym 345.6° a czas, w którym taśma filmowa musiałaby się przesunąć podczas zamkniętej migawki, wynosiłby zaledwie 1,4 ms. Skonstruowanie w latach 50. tak szybkiego mechanizmu przesuwu taśmy przedstawiało spore trudności, dlatego też poszukiwano technik pozwalających ominąć ten problem.
Pierwszą z tych technik był system Suppressed Field gdzie stosowano migawkę o kącie otwarcia wynoszącym 180° przez co rejestrowano jedynie co drugie pole obrazu telewizyjnego. Dzięki temu czas zamknięcia migawki wynosił 20 ms co w zupełności wystarczało do przesunięcia taśmy filmowej. Wadą tej metody był fakt, że mniej niż 200 linii obrazu telewizyjnego składało się na obraz utrwalony na taśmie filmowej. Pomimo tego obraz sprawiał wrażenie ostrzejszego niż w telerecordingach utrwalonych w systemie Moye-Mechau, dlatego też w połowie lat 50. zaprzestano używania tego ostatniego.

### System Stored Field
W tym systemie kąt otwarcia migawki nadal wynosił 180°, jednakże dzięki modyfikacji luminoforu wydłużającej czas poświaty i odpowiednim dynamicznym wzmocnieniu sygnału dostarczanego do monitora możliwe było zarejestrowanie obydwu pól obrazu telewizyjnego. Działanie systemu Stored Field polegało na tym że w czasie gdy migawka była zamknięta, na ekranie monitora rysowane było pierwsze pole, którego jasność została uprzednio podwyższona w układzie dostarczającym sygnał. Następnie po otwarciu migawki na taśmie filmowej utrwalany był widoczny jeszcze obraz pierwszego ('zapamiętanego') pola oraz rysowany na bieżąco obraz drugiego pola. System Stored Field dzięki utrwaleniu zawartości obydwu pól obrazu telewizyjnego pozwalał uzyskać rozdzielczość wyższą niż w przypadku Suppressed Field.

### System Partial Stored Field
Udoskonalenie mechanizmu przesuwu taśmy w kamerze filmowej pozwoliło na skrócenie czasu potrzebnego do przesunięcia taśmy filmowej zwiększenie kąta otwarcia migawki. Dzięki temu jedynie 1/5 powierzchni pierwszego pola była rysowana na monitorze przed otwarciem migawki a pozostała część pierwszego pola i całe drugie pole było rysowane na monitorze w czasie gdy w kamerze filmowej była otwarta migawka. Zastosowanie tego systemu pozwoliło na dalsze zwiększenie jakości rejestrowanego obrazu.

### System Quick Pull-Down
Pneumatyczny system przesuwu taśmy filmowej 16 mm opracowany przez firmę Marconi pozwolił na skrócenie do mniej niż 2 ms czasu potrzebnego do przesunięcia taśmy filmowej. Dzięki temu przy utracie zaledwie kilku skrajnych linii można było w trakcie otwarcia migawki wyświetlić na monitorze zawartość obydwu pól obrazu telewizyjnego. Pozwalało to uzyskać najwyższą jakość obrazu, jednakże taśma filmowa na skutek szybkiego przesuwu była bardziej narażona na porysowanie.

### Spot wobble
Spot wobble był rozwiązaniem pomocniczym pozwalającym na zniwelowanie liniowej struktury obrazu wyświetlanego na monitorze i wyeliminowanie mory widocznej na telerecordingu wyświetlonym na ekranie telewizora. Spot wobble polegało na przyłożeniu w odpowiednie miejsce monitora sygnału o przebiegu sinusoidalnym i częstotliwości 20 MHz, dzięki czemu linie rysowane przez wiązkę elektronów stawały się szersze i zlewały się ze sobą.

### 16 2/3 kl/s
W celu redukcji kosztów w telewizji BBC używano również projektów przerobionych na kamery nagrywające telerecordingi na taśmie 16 mm z prędkością 16 2/3 kl/s z optycznym, gęstościowym zapisem dźwięku. Nagrania te były przeznaczone do domowych archiwów osób pracujących przy produkcji programów.

## Historia
Próby zapisu programów rozpoczęto wraz z pojawieniem się elektronicznej telewizji w drugiej połowie lat 30. XX wieku. Nie zachowały się jednak żadne nagrania z tamtego okresu.

### Telerecording w Wielkiej Brytanii
Pierwszym zachowanym nagraniem w Wielkiej Brytanii jest występ piosenkarki Adelaide Hall z października roku 1947, zachowało się również nagranie ze ślubu księżniczki Elżbiety, przyszłej królowej brytyjskiej z księciem Filipem, niektóre produkcje BBC z lat 50. oraz 7-godzinny zapis koronacji królowej Elżbiety II z roku 1953.
Do początku lat 60. telerecordingu używano do rejestracji nadawanych na żywo programów w celu ich ponownej emisji bez konieczności ponownej produkcji programu.
Na początku lat 60. przy produkcji i emisji programów zaczęto używać magnetowidów, jednakże ze względu na niższy koszt taśmy filmowej wyemitowane już programy przenoszono na nią, a taśmy magnetyczne wykorzystywano ponownie.
W drugiej połowie lat 60. dopracowano metodę telerecordingu co pozwalało uzyskać wysokiej jakości nagrania, odsprzedawane później telewizjom, które nie wprowadziły jeszcze emisji kolorowej.
Telerecordingu w telewizji BBC używano okazjonalnie do zachowywania mało znaczących programów aż do roku 1985.

### Kinescoping w USA
Począwszy od września 1951 roku kinescoping był używany do zapisu programów emitowanych w Nowym Jorku i ich emisji na zachodnim wybrzeżu z 3-godzinnym opóźnieniem. W Hollywood program odbierany z przekaźników mikrofalowych lub linii kablowych był rejestrowanych na taśmie 35 mm oraz w formie backupu na taśmie 16 mm, po trwającym kilkadziesiąt minut nagraniu taśmy filmowe były dostarczane przez kurierów do laboratoriów gdzie były w ekspresowym tempie wywoływane i suszone, by po trzech godzinach od rozpoczęcia nagrania mogły zostać wyemitowane przez nadajniki na zachodnim wybrzeżu. Dodatkowo z taśmy 16 mm tworzono kopie przeznaczone dla gwiazd, które w kontrakcie gwarantowały sobie otrzymanie kopii programu, w którym uczestniczyły. Ze względu na wysokie koszty takiej operacji (kinescoping pochłaniał wówczas więcej taśmy filmowej niż wszystkie studia filmowe w Hollywood razem wzięte) na początku lat 50. rozpoczęto prace nad tańszą metodą utrwalania programów telewizyjnych. Ostatecznie na przełomie lat 1957/1958 taśma filmowa została zastąpiona taśmą magnetyczną, którą można było używać wielokrotnie.
W latach 60. kinescoping służył do rejestracji programów telewizyjnych przeznaczonych dla mniejszych stacji nieposiadających magnetowidu i niepodłączonych do sieci mikrofalowych przekaźników sygnału telewizyjnego.

### Telerecording w Polsce
Próby utrwalania programów telewizyjnych w Telewizji Polskiej podjęto pod koniec lat 50. Pierwszym zarejestrowanym programem był spektakl Teatru Telewizji pt. Apollo z Bellac w reżyserii Adama Hanuszkiewicza. Jednakże taśma z tamtym nagraniem nie zachowała się do naszych czasów. Istnieje natomiast nagranie z powtórzonej inscenizacji w niezmienionej obsadzie, data emisji - 10.07.1961 r
Telerecordingu w Telewizji Polskiej regularnie zaczęto używać w roku 1960 po sprowadzeniu z Wielkiej Brytanii urządzeń firmy High Definition. Początkowo rejestrowano wyłącznie programy nadawane na żywo, później telerecordingu używano również przy produkcji programów telewizyjnych. Za pomocą telerecordingu zarejestrowano m.in. część programów Kabaretu Starszych Panów, liczne spektakle Teatru Telewizji oraz Teatru Sensacji i Fantastyki "Kobra". W technice telerecordingu zarejestrowano również sekwencje studyjne serialu „Gniewko, syn rybaka”.
Do czasu zakupienia przez Telewizję Polską magnetowidów pod koniec lat 60. telerecording był jedyną metodą rejestracji programów, w latach 70. wyparty przez zapis magnetyczny.

## Kolorowy telerecording
W drugiej połowie lat 60. były podejmowane próby rejestracji na taśmie filmowej programów kolorowych, jednakże zostały one ostatecznie zarzucone ze względu na rozpowszechnienie się magnetowidów i coraz niższy koszt taśmy magnetycznej.

## Telerecording dziś
Obecnie telerecording nie jest już używany do rejestracji programów telewizyjnych. Istnieją jednak spore zasoby taśm filmowych z zarejestrowanymi w przeszłości programami, które są sukcesywnie przenoszone na współczesne nośniki wideo. W celu uzyskania obrazu jak najbardziej zbliżonego do pierwotnego przekazu telewizyjnego opracowano kilka technik poprawiających jakość rekonstruowanych programów.

### VidFIRE
Opracowana w Wielkiej Brytanii technika polegająca na utworzeniu 50 pól/s z 25 klatek/s dzięki analizie różnic między następującymi po sobie klatkami. W ten sposób przywraca się pierwotnie występujący w obrazie telewizyjnym tzw. videolook, gdzie czas między następującymi po sobie fazami ruchu wynosi 20 ms zamiast 40 ms typowych dla obrazu filmowego. Mniej zaawansowanym poprzednikiem procesu VidFIRE był proces VidFART.

### LUSTRE
Analogiczna do VidFIRE technika opracowana w USA na potrzeby systemu NTSC. W systemie LUSTRE tworzone jest 60 (59.94) pól/s na podstawie zarejestrowanych na taśmie 24 klatek/s. Technika ta nie jest tak zaawansowana jak VidFIRE, przez co uzyskiwane efekty są gorsze.

### Colour Recovery Working Group
Działająca w Wielkiej Brytanii grupa, która postawiła sobie na celu przywrócenie koloru w czarno-białych telerecordingach nagranych z pierwotnie kolorowych taśm wideo, które nie zachowały się do naszych czasów. Okazało się to możliwe dzięki widocznym na czarno-białej taśmie filmowej tzw. chromadots, będących pozostałością po niedokładnie odfiltrowanej podnośnej koloru obecnej w systemie PAL. Zadowalające efekty udało się uzyskać w maju 2008 roku. Należy zauważyć, że przedstawiona rekonstrukcja koloru w przeciwieństwie do klasycznej koloryzacji filmów przywraca kolory pierwotnie istniejące w sygnale wideo.
Wcześniej stosowana metoda przywracania koloru polegała złożeniu ze sobą czarno-białego obrazu wysokiej jakości pochodzącego z telerecordingu z informacją o kolorze pochodzącą z domowych nagrań na nośnikach VHS i Betamax dokonanych w USA pod koniec lat 70. podczas emisji w tamtejszych telewizjach produkcji BBC.
Obecnie przedmiotem prac grupy jest korekcja zniekształceń geometrycznych występujących w telerecordingach a tym samym przywrócenie pierwotnej liniowej struktury obrazu wideo łącznie z rozdzieleniem częściowo zlanych ze sobą pól składających się na obraz.
Tak zaawansowane techniki rekonstrukcji obrazu możliwe są m.in. dzięki skanowaniu taśmy filmowej w rozdzielczości co najmniej FullHD, dzięki czemu uzyskuje się szczegóły niewidoczne podczas skanowania w rozdzielczości SD.